# Agathobule
Agathobule (en grec ancien : Ἀγαθόβουλος), philosophe cynique d'Alexandrie (floruit +IIe siècle).

## Vie
On sait peu de choses sur Agathobule. Dans la Chronique de Jérôme de Stridon, Agathobule est cité avec Plutarque, Sextus de Chéronée et Œnomaos de Gadara comme l’un des principaux philosophes de la troisième année de règne d’Hadrien (l'an 119).
Lucien de Samosate fait d’Agathobule le maître de Démonax (70-170) et de Pérégrinus Protée (100-165).
Vers l'an 135, il vivait sa « vie cynique » (κυνικὸς βίος) à Alexandrie, où le rejoignit Pérégrinus.

## Enseignement
Lucien nous fournit les grands traits de l’enseignement qu’Agathobule dispensa à Peregrinus Protée :

« Pérégrinus entreprit alors une troisième pérégrination, en Égypte cette fois-ci, où il rencontra Agathobule qui l'instruisit dans le « métier » qu'il exerce à ce jour. Le crâne rasé, le visage maculé de boue, il se masturba en public sans la moindre gêne, chose que les Cyniques considèrent comme tout à fait naturelle. Il se fouetta ‒ ou se fit fouetter ‒ le derrière avec une férule, et réalisa mille inepties de la même veine. Après avoir examiné et fait siennes les pratiques de cette école, notre homme s'embarqua pour l'Italie. »

Un tel témoignage ne peut, cependant, être pris à la lettre : Lucien détestait les cyniques, et en particulier Pérégrinus Protée…
Aucun écrit d’Agathobule n’a été conservé.